# Deudorix gaetulia
Deudorix gaetulia är en fjärilsart som beskrevs av De Nicéville 1892. Deudorix gaetulia ingår i släktet Deudorix och familjen juvelvingar. Inga underarter finns listade i Catalogue of Life.

## Bildgalleri

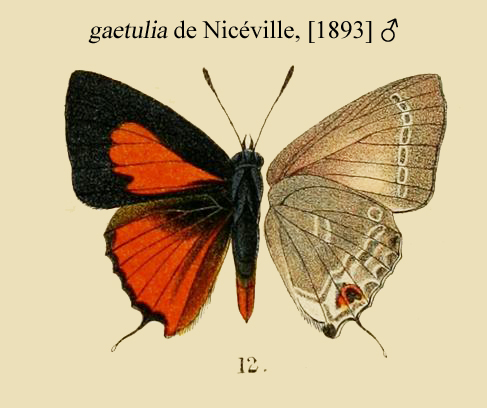